# Martin Suchý
Martin Suchý (* 2. prosince 1982, Bratislava, Československo) je slovenský fotbalový obránce, který momentálně působí v klubu MFK Dubnica.

## Klubová kariéra
Odchovanec bratislavského fotbalu přišel ze Slovanu do tehdy prvoligového českého klubu FK SIAD Most v létě 2006, aby posílil obranu. Podzimní část sezóny 2007/08 strávil na hostování v Jihlavě.
Z Mostu poté zamířil do nizozemského klubu AGOVV Apeldoorn, který hrál druhou holandskou ligu (Eerste Divisie). V září 2009 přestoupil do MFK Karviná.